# 阿拉伯二糖
阿拉伯二糖是一种二糖，分子式C10H18O9，由两分子L-阿拉伯糖通过α(1→5) 糖苷键构成。